# Resolució 1823 del Consell de Seguretat de les Nacions Unides
La Resolució 1823 del Consell de Seguretat de les Nacions Unides fou adoptada per unanimitat el 10 de juliol de 2008. Acollint amb beneplàcit els últims passos cap a la restauració de la pau i l'estabilitat a la regió dels Grans Llacs d'Àfrica, el Consell va acabar amb diverses mesures imposades arran del devastador genocidi de Ruanda de 1994 prohibint la venda i subministrament d'armes i material relacionat per usar en aquest país.

## Detalls
Actuant en virtut del Capítol VII de la Carta de les Nacions Unides, el Consell va a decidir rescindir les prohibicions imposades pels paràgrafs 9 i 10 de la resolució 1011 (1995). El paràgraf 9 exigia que "tots els estats continuïn impedint la venda o subministrament d'armes i material connex de tota classe, incloses armes i municions, vehicles i equips militars, equip de policia paramilitar i peces de recanvi, a Ruanda o a persones en els estats veïns de Ruanda si aquesta venda o subministrament té per objecte l'ús d'aquestes armes o material a Rwanda, excepte al Govern de Ruanda".
També es van resoldre els requisits del paràgraf 10 d'aquesta resolució, que prohibia la revenda, la transferència o la posada a disposició d'armes o material relacionat per utilitzar-lo per qualsevol Estat o persona veïna que no estigui al servei del Govern de Ruanda. El Consell també va decidir dissoldre el Comitè establert el 1994 per supervisar l'embargament d'armes relatiu a Ruanda.
El Consell subratlla la necessitat que els estats de la regió garanteixin que les armes i els materials connexos que se'ls lliuren no han estat desviats ni utilitzats per grups armats il·legals. Alhora va donar la benvinguda a l'entrada en vigor de tota la regió Pacte sobre la seguretat, l'estabilitat i el desenvolupament a la regió dels Grans Llacs, que s'havia aprovat l'any passat a la Segona Cimera de la Conferència Internacional sobre la regió dels Grans Llacs.
També va recordar el comunicat conjunt signat per la República Democràtica del Congo i Ruanda el 9 de novembre de 2007 i els resultats de la Conferència per a la Pau, la Seguretat i el Desenvolupament a Kivu Nordi Sud, celebrada el gener de 2008, que "representen un pas important cap a la restauració de la pau i l'estabilitat duradores en la regió dels Grans Llacs".